# Cautín
A Província de Cautín é uma das províncias do Chile localizada na região da Araucanía. Possui uma área de 18 409 km² e em 2002 tinha 667 920 habitantes. Sua capital é a cidade de Temuco.
Limita-se a norte com as províncias de Malleco e Arauco (esta na VIII Região; a oeste com o Oceano Pacífico; a leste com a Argentina; e a sul com a Província de Valdivia, na XIV Região.

## Comunas
A província está dividida em 21 comunas:
- Temuco
- Lautaro
- Perquenco
- Vilcún
- Cholchol
- Cunco
- Melipeuco
- Curarrehue
- Pucón
- Villarrica
- Freire
- Pitrufquén
- Gorbea
- Loncoche
- Toltén
- Teodoro Schmidt
- Saavedra
- Carahue
- Nueva Imperial
- Galvarino
- Padre Las Casas